# Steven Zaillian
Steven Ernest Bernard Zaillian (Fresno, 30 januari 1953) is een Amerikaans scenarioschrijver, monteur en producent. Hij won een Oscar, Golden Globe en BAFTA Award voor het scenario van Schindler's List (1993).

## Biografie
Steven Zaillian werd in 1953 geboren in het Californische Fresno als de zoon van Jim Zaillian, een radiomaker. Hij is van Armeense afkomst. Tijdens zijn jeugdjaren kreeg hij regelmatig verhalen te horen over de Armeense Genocide.
Zaillian studeerde aan de Sonoma State University en behaalde in 1975 een diploma aan de San Francisco State University in de richting Cinema. Hij is getrouwd met Elizabeth, met wie hij twee kinderen heeft.
Hij begon zijn filmcarrière in de jaren 1970 als editor van onder meer Breaker! Breaker! en Kingdom of the Spiders. Nadien ging hij aan de slag als scenarist. Zo schreef hij de scenario's voor Awakenings (1990) en Schindler's List (1993). Die laatste film leverde hem een Oscar, Golden Globe en BAFTA Award op. In 1993 maakte hij ook zijn regiedebuut met Searching for Bobby Fischer.
In 2016 schreef hij mee aan de veelgeprezen televisieserie The Night Of.

## Prijzen en nominaties
Academy Awards
- Beste scenario (adaptatie) – Awakenings (1990) (genomineerd)
- Beste scenario (adaptatie) – Schindler's List (1993) (gewonnen)
- Beste scenario (adaptatie) – Moneyball (2011) (genomineerd)

Golden Globes
- Beste scenario – Schindler's List (1993) (gewonnen)
- Beste scenario – Moneyball (2011) (genomineerd)

BAFTA Awards
- Beste scenario (adaptatie) – Schindler's List (1993) (gewonnen)
- Beste origineel scenario – Gangs of New York (2002) (genomineerd)
- Beste origineel scenario – American Gangster (2007) (genomineerd)
- Beste scenario (adaptatie) – Moneyball (2011) (genomineerd)

## Filmografie
| Jaar | Titel                           | Regisseur | Scenarist | Monteur | Producent |
| ---- | ------------------------------- | --------- | --------- | ------- | --------- |
| 1977 | Breaker! Breaker!               |           |           |         |           |
| 1977 | Kingdom of the Spiders          |           |           |         |           |
| 1978 | Starhops                        |           |           |         |           |
| 1985 | The Falcon and the Snowman      |           |           |         |           |
| 1990 | Awakenings                      |           |           |         |           |
| 1993 | Schindler's List                |           |           |         |           |
| 1993 | Searching for Bobby Fischer     |           |           |         |           |
| 1993 | Jack the Bear                   |           |           |         |           |
| 1994 | Clear and Present Danger        |           |           |         |           |
| 1996 | Mission: Impossible             |           |           |         |           |
| 1998 | A Civil Action                  |           |           |         |           |
| 2001 | Hannibal                        |           |           |         |           |
| 2002 | Gangs of New York               |           |           |         |           |
| 2005 | The Interpreter                 |           |           |         |           |
| 2006 | All the King's Men              |           |           |         |           |
| 2007 | American Gangster               |           |           |         |           |
| 2010 | Welcome to the Rileys           |           |           |         |           |
| 2011 | Moneyball                       |           |           |         |           |
| 2011 | The Girl with the Dragon Tattoo |           |           |         |           |
| 2012 | The Cold Light of Day           |           |           |         |           |
| 2014 | Life Itself (docu)              |           |           |         |           |
| 2014 | Exodus: Gods and Kings          |           |           |         |           |
| 2016 | The Night Of (miniserie)        |           |           |         |           |
| 2017 | The Current War                 |           |           |         |           |
| 2018 | Red Sparrow                     |           |           |         |           |
| 2019 | The Irishman                    |           |           |         |           |
| 2021 | Those Who Wish Me Dead          |           |           |         |           |